# 부산금정우체국
부산금정우체국은 부산광역시 금정구 소재의 우체국이다.

## 기본 정보
- 주소: 부산광역시 금정구 중앙대로1793번길 20

## 연혁
- 1989년 1월 30일: 부산금정우체국 개국
- 1994년 6월 25일: 본관 증축
- 2004년 5월 10일: 별관 신축
- 2009년 5월 18일: 구서선경우편취급국 폐국[1]
- 2009년 5월 20일: 소포작업장 신축
- 2014년 1월 1일: 우편구역을 다음과 같이 고시[2]

| 배달국         | 배달구역      | 구역번호      |
| -------------- | ------------- | ------------- |
| 부산금정우체국 | 금정구 전지역 | 46200 ~ 46335 |

- 2014년 3월 10일: 부산외국어대학교우편취급국 설치[3]
- 2014년 7월 4일: 부산대학교우체국 폐국[4]
- 2014년 7월 7일: 부산대학교우편취급국 설치[5]
- 2015년 10월 30일: 부산장전3동우체국 폐국[6]
- 2019년 9월 30일 : 부산두구동우편취급국 폐국[7]
- 2023년 11월 1일 : 부산부곡2동우편취급국 폐국[8]

## 관할 우체국
| 우체국명                   | 사진 | 주소                                                                  | 비고                  |
| -------------------------- | ---- | --------------------------------------------------------------------- | --------------------- |
| 구서선경우편취급국         |      | 부산광역시 금정구 구서2동 167-96                                      | 2009년 5월 18일 폐국  |
| 부산구서동우체국           |      | 부산광역시 금정구 금강로 473 (구서동)                                 |                       |
| 부산구서예그린우편취급국   |      | 부산광역시 금정구 금강로 398-1 (구서동)                               |                       |
| 부산금사공단우편취급국     |      | 부산광역시 금정구 개좌로 87 (금사동)                                  |                       |
| 부산남산동우체국           |      | 부산광역시 금정구 범어천로52번길 28 (남산동)                          |                       |
| 부산남산신암우편취급국     |      | 부산광역시 금정구 중앙대로2007번길 11 (남산동)                        |                       |
| 부산대학교우체국           |      | 부산광역시 금정구 부산대학로63번길 2 (장전동)                         | 2014년 7월 4일 폐국   |
| 부산대학교우편취급국       |      | 부산광역시 금정구 부산대학로63번길 2,(장전2동)부산대학교 문창회관 2층 | 2014년 7월 7일 신설   |
| 부산두구동우편취급국       |      | 부산광역시 금정구 체육공원로 622 (두구동)                             | 2019년 9월 30일 폐국  |
| 부산부곡2동우편취급국      |      | 부산광역시 금정구 부곡로 145 (부곡동)                                 | 2023년 11월 1일 폐국  |
| 부산부곡3동우편취급국      |      | 부산광역시 금정구 중앙대로1719번길 29 (부곡동)                        |                       |
| 부산부곡4동우편취급국      |      | 부산광역시 금정구 서동로 69-1 (부곡동)                                |                       |
| 부산부곡동우체국           |      | 부산광역시 금정구 부곡로 75 (부곡동)                                  |                       |
| 부산서동우체국             |      | 부산광역시 금정구 서동로149번길 13 (서동)                             |                       |
| 부산외국어대학교우편취급국 |      | 부산광역시 금정구 남산동 857-1(금샘로 485번길 65)                     | 2014년 3월 10일 신설  |
| 부산장전동우체국           |      | 부산광역시 금정구 금강로 241-1 (장전동)                               |                       |
| 부산장전3동우체국          |      | 부산광역시 금정구 온천장로125번길 50 (장전동)                         | 2015년 10월 30일 폐국 |

## 조직
- 우편물류과
- 영업과
- 지원과
- 경영지도실